# Across the Universe
Across the Universe („Широм универзума“) је песма Битлса која се први пут појавила на добротворном скупу у децембру 1969, а касније, у измењеном облику, на њиховом последњем албуму, Let It Be. Пева је Џон Ленон, који је уједно и композитор (иако, као што је случај и са свим другим песмама Битлса које су написали Џон Ленон и Пол Макартни, сами или у сарадњи, песма је приписана обојици -Ленон/Макартни).

## Компоновање
Ленон је на идеју за песму дошао слушајући своју тадашњу супругу Синтију која је у неком чаврљању рекла да речи теку налик на бескрајну реку у папирну корпу. Када је она отишла на спавање, Ленон, који је све време био под утиском тих речи је насловио песму и написао текст за њу. Ујутро је за својим клавиром осмислио и музику. Цела песма је била под великим утицајем Ленонових и Битлса уопште пролазних интересовања за трансцеденталну медитацију на крају 1967. и почетку 1968. када је песма и настала. Базирано на томе, додао је мантру Jai guru deva om као део који је постао хорски мотив. Санскрит фраза је фрагмент реченице чије речи могу да имају много значења, али се могу отприлике превести као „Победа Богу божанском“, „Здравља за божанског гуруа“, или израз који се уобичајено приписује Maharishi Mahesh Yogi "Сва Слава Гуру Деви“. Мистичан слог ом је теоријски и космички звук у свемиру и користе га свештеници за време медитације.
Лирска структура песме је јасна: песму чине три понављања јединица, мантра Jai guru deva om и стих „Ништа неће променити мој свет“ се понављају четири пута. Текст је врло сликовит, са изразима попут мисли „меандрирају“, речи „клизе“, вечна љубав „светли“. Насловна фраза „широм универзума“ се појављује у интервалима као завршетак строфа, иако интересантно - не да заврши каденцу, већ увек као мотив који подиже, мелодички нерешено.
У свом интервјуу са „Rolling Stone“ 1970, Ленон упућује на ту песму као можда најбољу, највећу лирску песму коју је икад написао.

## Снимање и историја верзије
У фебруару 1968. Битлси ангажују Abbey Road studios за снимање сингла пред њихов пут за Индију, на коме ће се наћи, поред Ленонове песме „Across the Universe“ и Полова песма „Lady Madonna“ заједно са Леноновим песмама „Hey Bulldog“ и „The Inner Light“. Сингл је сниман између 3. и 11. фебруара.
Међутим, тај рад је остављен по страни јер је група одлучила да објаве „Lady Madonna“ и „The Inner Light“ као једине нумере. На њиховом повратку из Индије група је одлучила да сними неке песме које су писане на путу, и „Across the Universe“ је остала на полици. У јесен 1968. Битлси озбиљно разматрају могућност да издају ЛП, укључујући већину песама са албума, Yellow Submarine (Жута подморница), а такође и „Across the Universe“. Међутим, недавно путовање у Индију је променило Ленонов став према трансценденталној медитацији и источњачком спиритуализму и песма са мантра-мотивом у рефрену је већ била превазиђена. Његов каснији White Album (Бели албум) је много агресивнији и са више оштрине, што одражава растуће политичке и друштвене немире 1968.
Током снимања у фебруару 1968. године, Спајк Милиган је дошао у студио и предложио песму као идеалну за добротворни албум који би допринео организацији Светског фонда за природу. У неком тренутку 1968. године Битлси прихватају овај предлог и праве песму у стерео техници по први пут уз помоћ Џорџа Мартина. Изворна микс верзија (и моно и стерео) траје 3:37. За потребе добротворног албума песми су додати звучни ефекти птица на почетку и крају. Након додаваља ефеката песма је убрзана, тако да чак и са 20 секунди, колико ефекти трају, укупна дужина је 3:49. У тој верзији је први пут пуштена на Regal Starline SRS 5013 албуму No One's Gonna Change Our World, у децембру 1969.
Иако није био задовољан како је песма снимљена, ипак је био везан за њу и свирао је у току снимања албума the Get Back/Let It Be у јануару 1969. Снимак Ленонове свирке се појављује и у филму Let It Be. Да би осигурали да се песма уврсти у филм, одлучено је да песма буде део пројекта који је у јануару 1970. постао Let It Be албум. Такође, Ленонови доприноси за албум су били ретки, па је ово био начин да се попуне празнине.
У фебруару је Glyn Johns направио ремикс, чинећи верзију акустичном и са коректном брзином. Међутим, људима је много познатија верзија коју је урадио Phil Spector. У складу са другим нумерама, успорио је ову на 3:47 и додао је целокупан оркестар и хор.
Нереализована алтернативна верзија (рађена пре снимања) у фебруару 1968. се појавила у антологијама 2, 1996. Ова верзија се сматра психоделичном због необичних индијских мотива и инструмената, а илуструје несигурност групе у вези са најбољим инструменталним решењем за песму.
У фебруару 1968. поново је ремиксована главна верзија за потребе албума Let It Be... Naked који се појавио 2003. године са коректном брзином, али са сведеном инструментализацијом.
Касније су ову песму певали и многи други аутори (у сопственом аранжману) попут Дејвид Боувија, Синди Лопер и рок-групе Тексас.

## НАСА
Ово је прва песма која је са Земље емитована у свемир. Емитована је 4. фебруара 2008. године тачно у поноћ по универзалном времену преко антена мреже „Deep Space“ („дубоки свемир“) које су усмерене ка звезди Северњачи. Пол Макартни је том приликом изјавио: „Пренесите ванземаљцима да их волим.“